# فلفل سیچوآن

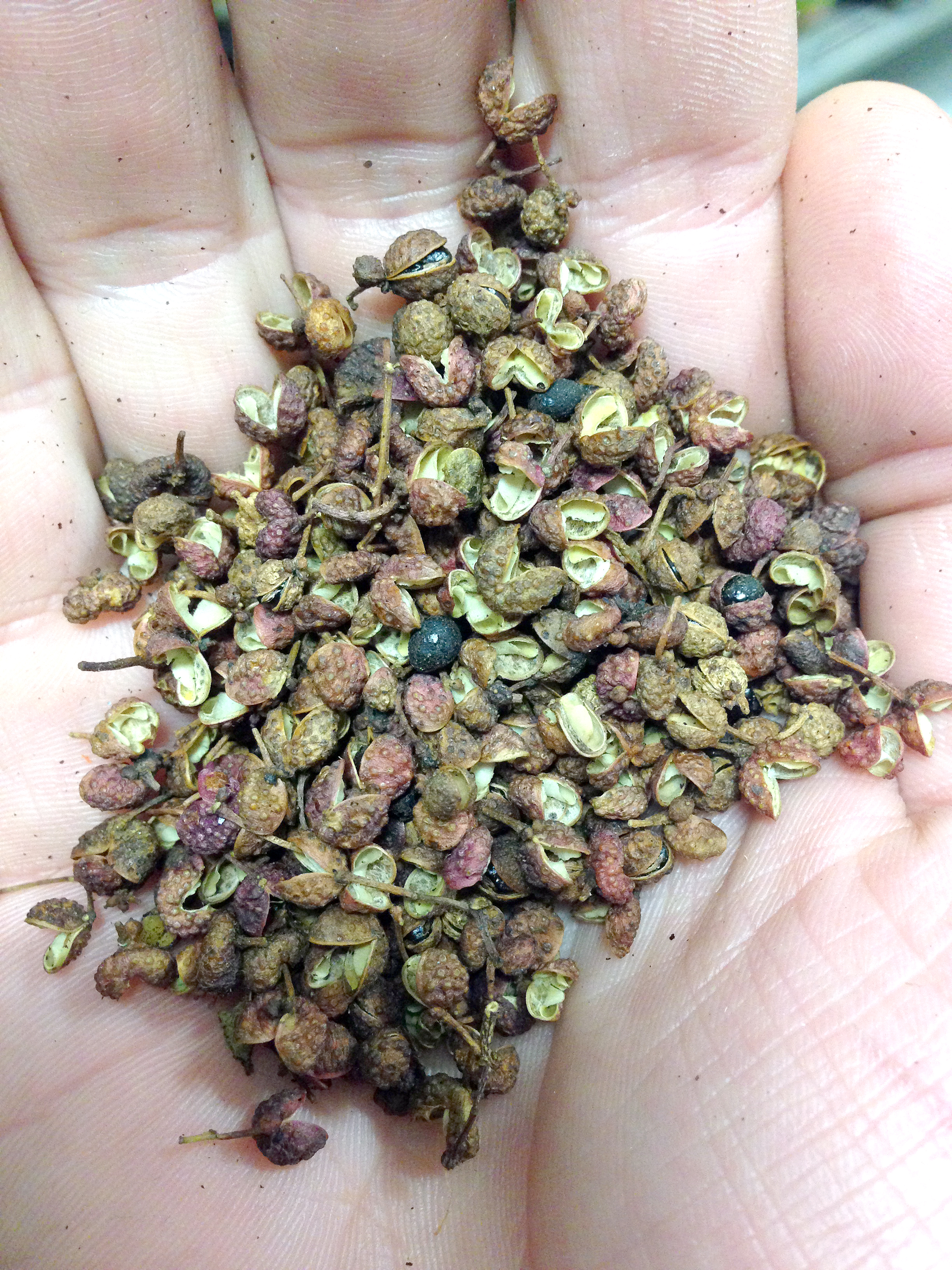
فلفل سیچوآن خشک شده

فلفل سیچوآن (چینی: 花椒، پین‌یین: huājiāo) نوعی ادویه مورد استفاده در آشپزی چینی است که خاستگاه آن آشپزی سیچوآن در جنوب‌غرب استان سیچوآن چین می‌باشد. فلفل سیچوآن عطر و طعم منحصر بفردی دارد که نه شبیه فلفل‌های تند و نه تندیِ آن شبیه فلفل سیاه است. به‌جای آن، طعم ملایم لیمویی دارد و به دلیل وجود هیدروکسی آلفا سانشول دهان را کمی بی‌حس می‌کند.

## نگارخانه

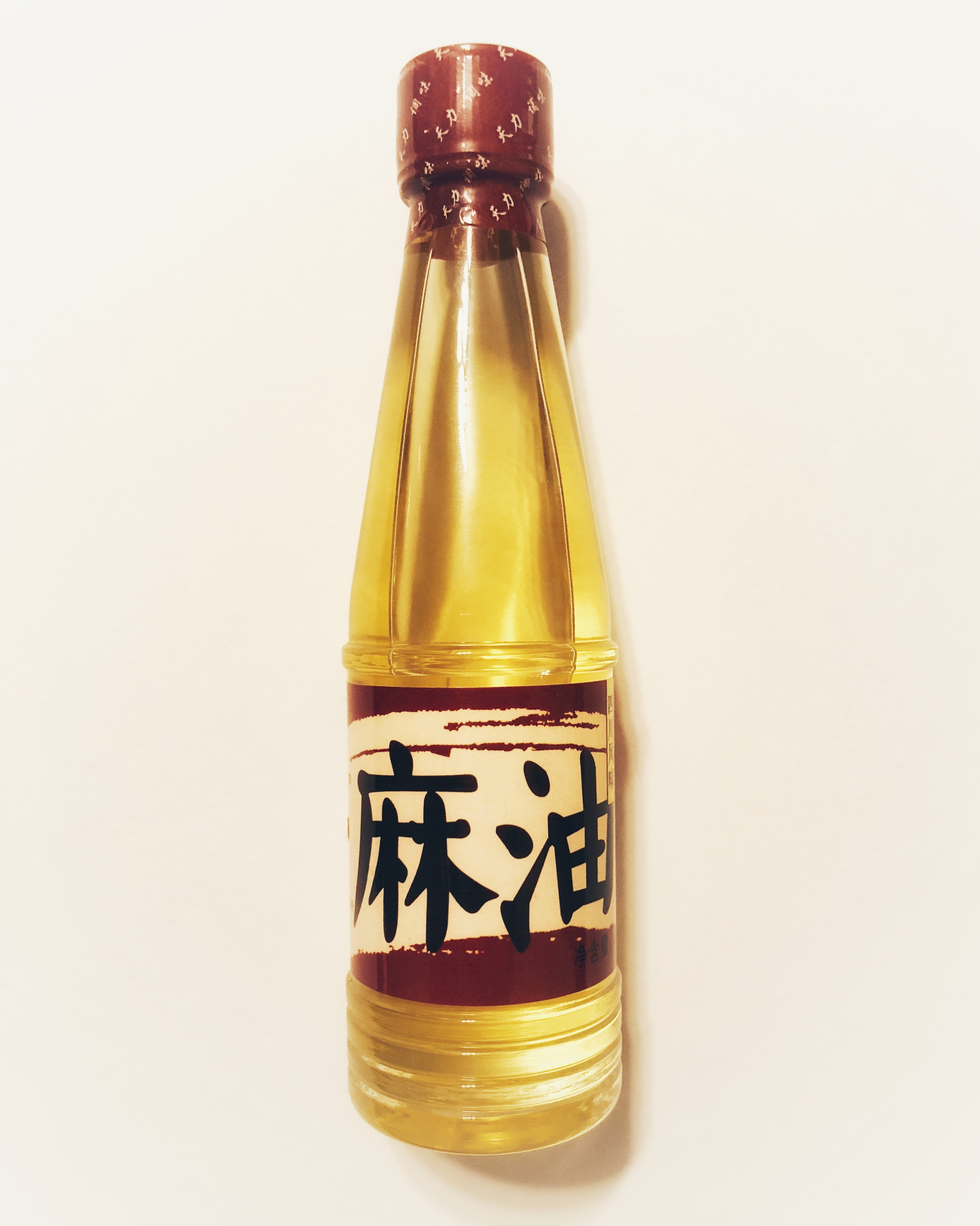
روغن فلفل سیچوآن.